# Janus (vệ tinh)
Janus là một vệ tinh bên trong của Sao Thổ. Nó cũng được biết đến là Saturn X. Nó được đặt tên theo vị thần Janus trong thần thoại.

## Lịch sử

### Phát hiện
Vệ tinh Janus được phát hiện bởi Audouin Dollfus vào ngày 15 tháng 12 năm 1966 và được đặt ký hiệu tạm thời là S/1966 S 2. Trước đó, Jean Texereau đã chụp được ảnh của vệ tinh Janus vào ngày 29 tháng 10 năm 1966 mà không nhận ra nó. Vào ngày 18 tháng 12, Richard Walker quan sát một vật thể có cùng quỹ đạo với vệ tinh Janus, nhưng vị trí của nó không thể được thống nhất với các quan sát trước đó. Mười hai năm sau, vào tháng 10 năm 1978, Stephen M. Larson và John W. Fountain nhận ra rằng những quan sát vào năm 1966 có thể được giải thích một cách tốt nhất bởi hai vật thể tách biệt (vệ tinh Janus và vệ tinh Epimetheus) có cùng một quỹ đạo rất giống nhau, Walker giờ được tôn vinh là người khám phá ra vệ tinh Epimetheus. Voyager 1 xác nhận hình thể quỹ đạo này vào năm 1980.

### Lịch sử quan sát
Janus được quan sát vào các dịp sau đó và được đặt những ký hiệu tạm thời khác nhau. Ba máy dò hạt năng lượng của Pioneer 11 dò được "bóng" của nó khi tàu thăm dò bay qua Sao Thổ vào ngày 1 tháng 9 năm 1979 (S/1979 S 2.) Janus được quan sát bởi Dan Pascu vào ngày 19 tháng 2 năm 1980 (S/1980 S 1,) và sau đó là bởi John W. Fountain, Stephen M. Larson, Harold J. Reitsema và Bradford A. Smith vào ngày 23 tháng 2 năm 1980 (S/1980 S 2.)

### Tên gọi
Vệ tinh Janus được đặt tên theo vị thần La Mã hai mặt Janus. Mặc dù cái tên này được đề xuất một cách không chính thức ngay sau lần phát hiện năm 1966 ban đầu, nhưng phải đến tận năm 1983 nó mới được đặt tên chính thức, khi vệ tinh Epimetheus cũng được đặt tên.
Từ điển tiếng Anh Oxford liệt kê dạng tính từ của tên của vệ tinh này là Janian.

## Quỹ đạo

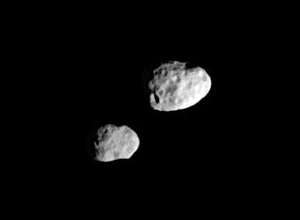
Epimetheus (thấp hơn ở bên trái) và Janus (bên phải) vào ngày 20 tháng 3 năm 2006, hai tháng sau khi đổi quỹ đạo. Hai vệ tinh này xuất hiện gần nhau chỉ bởi vì phối cảnh; thực tế, vệ tinh Janus xa tàu Cassini hơn khoảng 40,000 km so với Epimetheus.

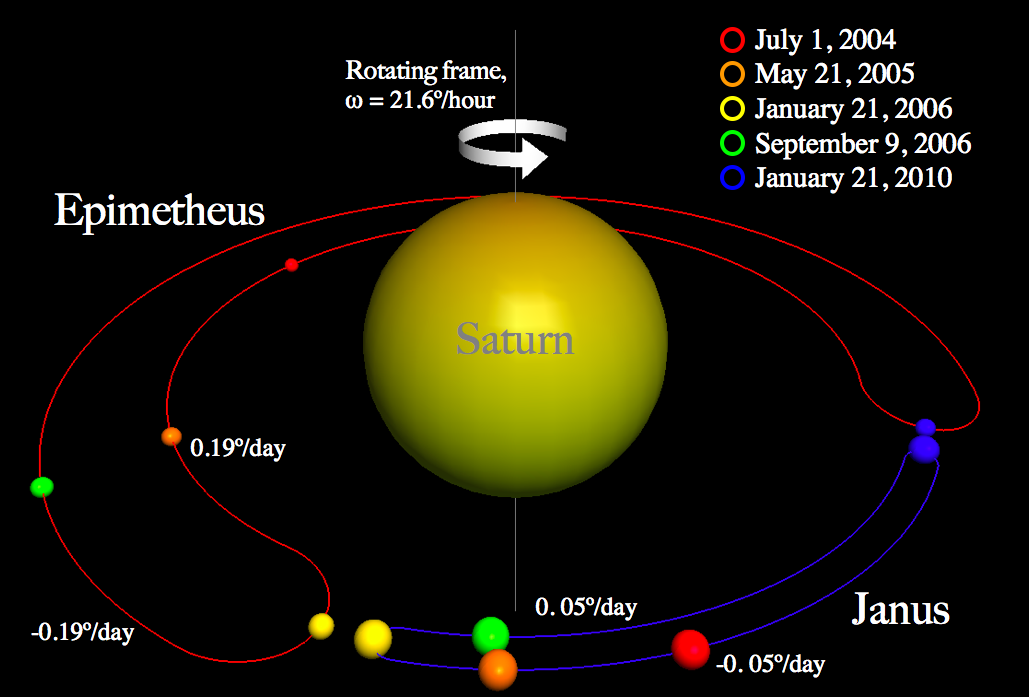
Mô tả hệ quy chiếu quay của quỹ đạo móng ngựa của vệ tinh Janus và Epimetheus

Quỹ đạo của vệ tinh Janus thì có chung quỹ đạo với của vệ tinh Epimetheus. Bán trục lớn của vệ tinh Janus từ Sao Thổ là, vào năm 2006 (được biểu thị bằng màu xanh lá ở trong ảnh), chỉ ít hơn của vệ tinh Epimetheus 50 km, một khoảng cách nhỏ hơn cả bán kính trung bình của cả hai vệ tinh. Theo những định luật của Kepler về chuyển động thiên thể, quỹ đạo gần hơn thì sẽ được hoàn thành nhanh hơn. Bởi vì sự khác biệt nhỏ nên nó được hoàn thành chỉ sớm hơn 30 giây. Mỗi ngày, vệ tinh bên trong lại xa ra khỏi Sao Thổ thêm 0.25° so với vệ tinh bên ngoài. Khi vệ tinh bên trong bắt kịp được với vệ tinh bên ngoài, lực hấp dẫn lẫn nhau của chúng làm tăng động lượng của vệ tinh bên trong và làm giảm động lượng của vệ tinh bên ngoài. Động lượng thêm vào này nghĩa là khoảng cách của vệ tinh bên trong tới Sao Thổ và chu kỳ quỹ đạo của nó sẽ tăng lên, và của vệ tinh bên ngoài sẽ giảm đi. Các vệ tinh này trên thực tế sẽ đổi quỹ đạo cho nhau, không bao giờ tiếp cận gần hơn 10,000 km. Cứ mỗi lần gặp nhau, bán kính quỹ đạo của vệ tinh Janus thay đổi ~20 km và của vệ tinh Epimetheus là ~80 km: quỹ đạo của vệ tinh Janus ít bị ảnh hưởng hơn bởi vì nó lớn hơn vệ tinh Epimetheus gấp bốn lần. Sự hoán đổi này diễn ra gần như cứ bốn năm một lần; lần tiếp cận gần cuối cùng diễn ra vào tháng 1 năm 2006, 2010 và 2014, và tiếp theo sẽ là vào năm 2018. Đây là trường hợp duy nhất được biết tới có dạng quỹ đạo này trong Hệ Mặt Trời.

## Đặc điểm vật lý
Vệ tinh Janus bị va chạm mạnh với một số hố va chạm lớn hơn 30 km, nhưng có ít các đặc điểm chiều dài. Bề mặt của vệ tinh Janus có vẻ cổ hơn của vệ tinh Prometheus nhưng lại trẻ hơn của vệ tinh Pandora.
Vệ tinh Janus có trọng lượng riêng rất thấp và suất phản chiếu khá cao, tức là rất có khả năng nó chứa nhiều băng và rất rỗng.

## Tương tác với các vành đai
Một vành đai bụi mờ hiện hữu quanh khu vực tồn tại quỹ đạo của vệ tinh Janus và Epimetheus, như đã được thấy trong các bức ảnh được chụp dưới ảnh sáng tán xạ thẳng bởi tàu vũ trụ Cassini vào năm 2006. Vành đai có độ rộng vào khoảng 5000 km. Nguồn của nó là các hạt bị thổi bay khỏi bề mặt bởi các va chạm thiên thể, sau đó tạo thành một vành đai khuếch tán quanh đường đi quỹ đạo của nó.
Cùng với vệ tinh Epimetheus, vệ tinh Janus duy trì rìa sắc nét của Vành A bởi một cộng hưởng quỹ đạo 7:6. Ảnh hưởng này trở nên rõ ràng hơn khi Janus to lớn hơn nằm trong quỹ đạo (bên trong) cộng hưởng

## Hình ảnh

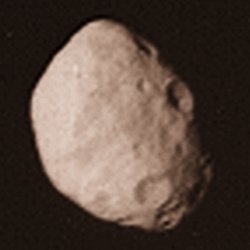
Janus chụp bởi tàu Voyager 2 (25 tháng 8 năm 1981).
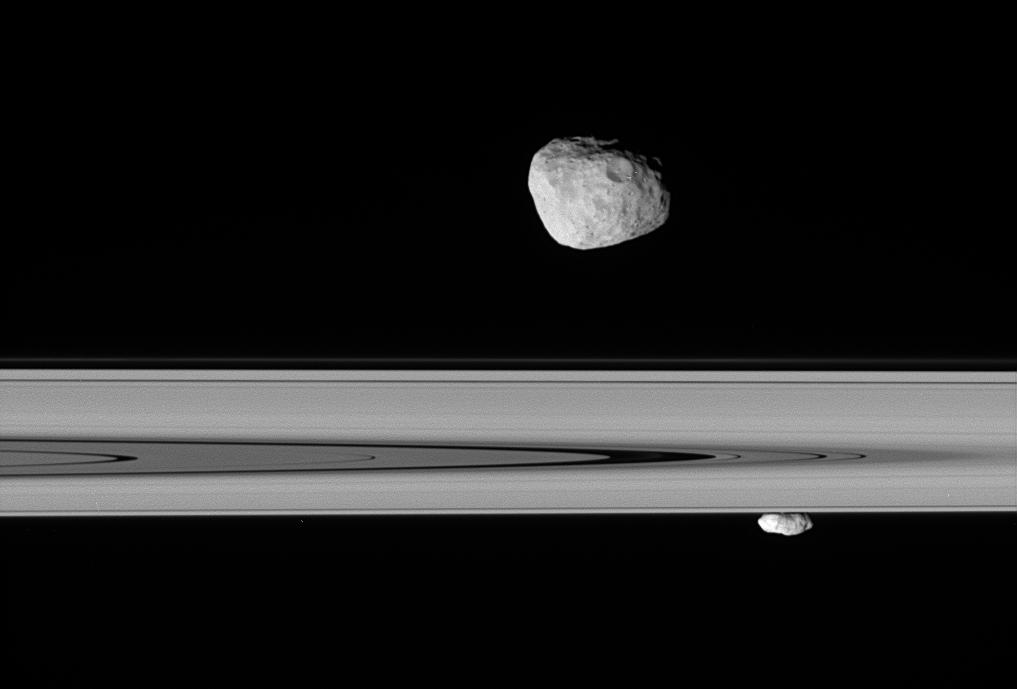
Vệ tinh Janus và Prometheus nằm trên và dưới các vành đai của Sao Thổ (29 tháng 4 năm 2006).
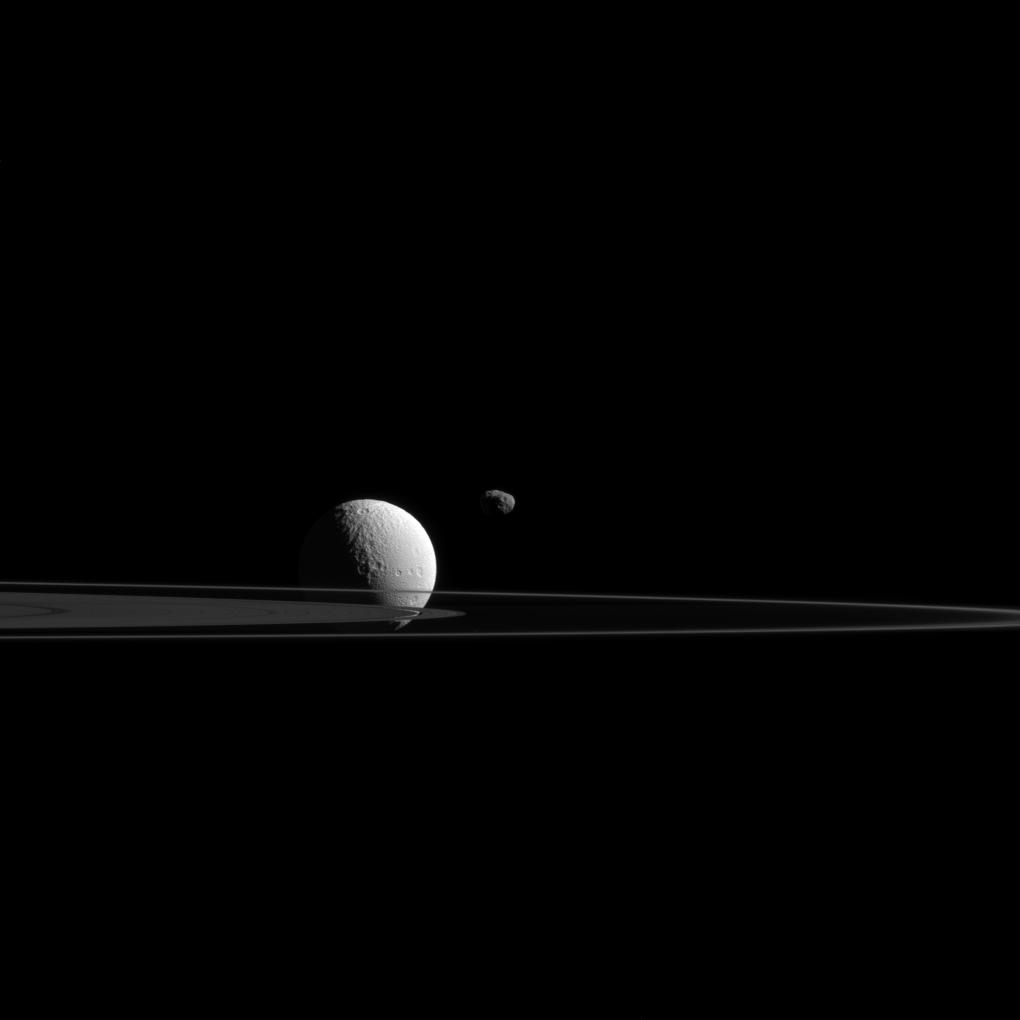
Vệ tinh Janus and Tethys (đằng sau) gần các vành đai của Sao Thổ (27 tháng 10 năm 2015).
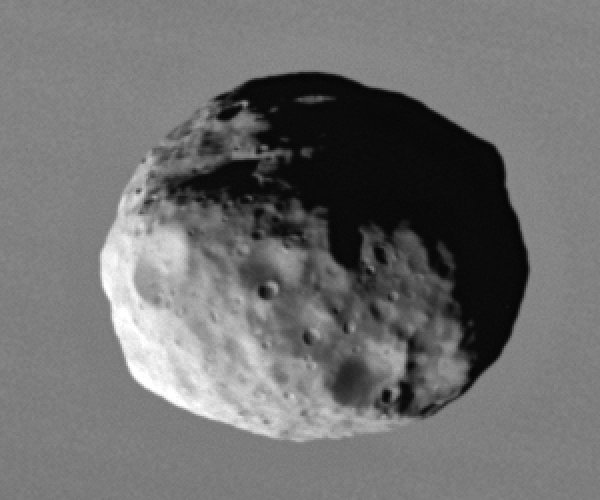
Vệ tinh Janus ở trước Sao Thổ, được chụp bởi tàu Cassini (25 tháng 9 năm 2006).
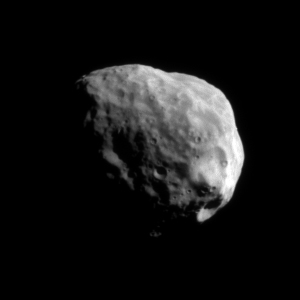
Vệ tinh Janus được chụp bởi tàu Cassini (20 tháng 2 năm 2008).
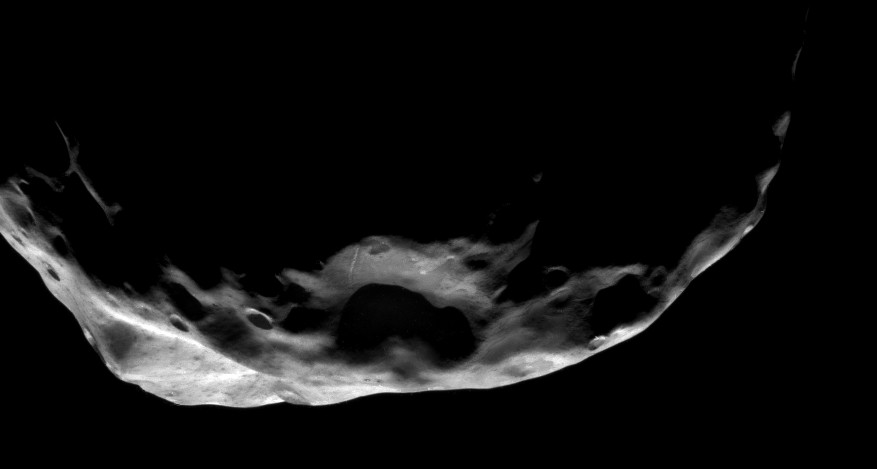
Vệ tinh Janus khuyết (30 tháng 6 năm 2008).